# U-18-Faustball-Europameisterschaft 2007
Die 8. Faustball-Europameisterschaft für männliche U18-Mannschaften fand 2007 in Wallisellen (Schweiz) zeitgleich mit der Europameisterschaft 2007 für weibliche U18-Mannschaften statt. Die Schweiz war zum vierten Mal, Wallisellen zum zweiten Mal, Ausrichter der Faustball-Europameisterschaft der männlichen U18-Mannschaften.

## Vorrunde
Spielergebnisse
| 14.07.2007 | Schweiz     | – | Österreich  | 3:0 | (11:6, 14:12, 11:8)              |
| 14.07.2007 | Deutschland | – | Italien     | 3:0 | (11:9, 11:6, 11:4)               |
| 14.07.2007 | Schweiz     | – | Deutschland | 2:3 | (13:11, 7:11, 13:15, 11:7, 4:11) |
| 14.07.2007 | Österreich  | – | Italien     | 3:0 | (11:8, 11:5, 11:6)               |
| 14.07.2007 | Schweiz     | – | Italien     | 3:0 | (11:4, 11:6, 11:9)               |
| 14.07.2007 | Deutschland | – | Österreich  | 3:2 | (11:9, 11:3, 14:15, 9:11, 11:5)  |

## Halbfinale
Der Sieger der Vorrunde war direkt für das Finale qualifiziert, der Zweite und der Dritte spielten im Halbfinale um den Finaleinzug.
| 15.07.2007 | Schweiz | - | Österreich | 3:0 | (11:7, 11:9, 12:10) |

## Finalspiele
| Spiel um Platz 3 | Spiel um Platz 3 | Spiel um Platz 3 | Spiel um Platz 3 | Spiel um Platz 3 | Spiel um Platz 3                             | Spiel um Platz 3 |
| ---------------- | ---------------- | ---------------- | ---------------- | ---------------- | -------------------------------------------- | ---------------- |
| 15.07.2007       | Österreich       | –                | Italien          | 3:0              | (11:8, 11:6, 11:4)                           |                  |
| Finale           |                  |                  |                  |                  |                                              |                  |
| 15.07.2007       | Deutschland      | –                | Schweiz          | 3:4              | (8:11, 7:11, 12:10, 11:7, 11:8, 11:13, 7:11) |                  |

## Platzierungen
| Rang | Land        |
| ---- | ----------- |
| 1.   | Schweiz     |
| 2.   | Deutschland |
| 3.   | Österreich  |
| 4.   | Italien     |